# Kuangcsou-Pajjüni nemzetközi repülőtér
A Kuangcsou-Pajjüni nemzetközi repülőtér (IATA: CAN, ICAO: ZGGG) nemzetközi repülőtér Kínában, Kanton közelében. 2018-as utasforgalma alapján Kína 3., a világ 13. legforgalmasabb repülőtere. Tulajdonosa a Guangzhou Baiyun International Airport Co. Ltd., kezelője a Guangdong Airport Authority. Éves utasforgalma 12 790 999 fő (2000).

## Futópályák
A repülőtér futópályái:
- 02R/20L (3800 m, 60 m, beton)
- 02L/20R (3800 m, 60 m, beton)
- 01/19 (3600 m, 45 m, beton)

## Forgalom
Az utasforgalom az elmúlt években az alábbi módon változott:
| Utasok száma | 12 790 999 | 15 012 696 | 23 558 274 | 33 435 472 | 45 040 340 | 52 450 262 | 59 732 147 | 73 378 475 | 40 249 679 | 76 370 000 |
|              | 2000       | 2003       | 2005       | 2008       | 2011       | 2013       | 2016       | 2019       | 2021       | 2024       |

## Légitársaságok és úticélok
2024-ben a Kuangcsou-Pajjüni nemzetközi repülőtérről az alábbi járatok indulnak:

### Személy
| Légitársaság                  | Célállomások |
| ----------------------------- | --- |
| 9 Air                         | Bangkok–Don Mueang, Bangkok–Suvarnabhumi, Changchun, Chengde, Chengdu–Tianfu, Chongqing, Dalian, Ezhou, Guiyang, Haikou, Hangzhou, Harbin, Hefei, Hohhot, Huai'an, Jinchang, Lanzhou, Lianyungang, Nanjing, Osaka–Kansai, Phuket, Qingdao, Qionghai, Sanya, Shanghai–Pudong, Shenyang, Shihezi, Turpan, Urumqi, Wenzhou, Wuhan, Wuxi, Xi'an, Xinzhou, Xishuangbanna, Zhangye, Zhengzhou, Zhongwei |
| Aeroflot                      | Moscow–Sheremetyevo |
| AirAsia                       | Johor Bahru, Kota Kinabalu, Kuala Lumpur–International |
| Air China                     | Beijing–Capital, Beijing–Daxing, Chengdu–Tianfu, Chongqing, Dazhou, Guangyuan, Hangzhou, Hohhot, Luzhou, Ningbo, Shanghai–Hongqiao, Shanghai–Pudong, Tianjin, Tonghua, Ürümqi, Wanzhou, Wenzhou, Wuhan, Yinchuan, Yuncheng |
| Air Tanzania                  | Dar es Salaam |
| All Nippon Airways            | Tokyo–Haneda |
| Asiana Airlines               | Seoul–Incheon |
| Batik Air Malaysia            | Kuala Lumpur–International |
| Beijing Capital Airlines      | Changchun, Chengdu–Shuangliu, Chongqing, Hangzhou, Harbin, Hohhot, Lijiang, Qingdao, Shijiazhuang, Yinchuan |
| Biman Bangladesh Airlines     | Dhaka |
| Cambodia Angkor Air           | Phnom Penh |
| Cathay Pacific                | Hong Kong |
| Cebu Pacific                  | Manila |
| Chengdu Airlines              | Chengdu–Shuangliu |
| China Airlines                | Taipei–Taoyuan |
| China Eastern Airlines        | Bangkok–Suvarnabhumi, Beijing–Daxing, Changchun, Changzhou, Chengdu–Tianfu, Datong, Diqing, Hangzhou, Harbin, Hefei, Huai'an, Jinan, Kunming, Lanzhou, Lhasa, Lijiang, Mangshi, Nanchang, Nanjing, Ningbo, Ordos, Qingdao, Shanghai–Hongqiao, Shanghai–Pudong, Taiyuan, Taizhou, Ürümqi, Weihai, Wenzhou, Wuhan, Wuxi, Xi'an, Xishuangbanna, Yichang, Yinchuan |
| China Southern Airlines       | Altay, Amszterdam, Ankang, Anqing, Anshan, Anyang, Arxan, Auckland, Baku, Bangkok–Don Mueang, Bangkok–Suvarnabhumi, Baotou, Bazhong, Beihai, Beijing–Daxing, Bijie, Brisbane, Budapest (kezdődik 2024 június 27-től), Changbaishan, Changchun, Changde, Changsha, Changzhi, Changzhou, Chengdu–Shuangliu, Chengdu–Tianfu, Chiang Mai, Chizhou, Chongqing, Christchurch, Dali, Dalian, Dandong, Daqing, Dazhou, Denpasar, Dhaka, Doha, Dubai–International, Enshi, Frankfurt, Fuyang, Fuzhou, Ganzhou, Guiyang, Guyuan, Haikou, Hami, Hangzhou, Hanoi, Harbin, Hechi, Hefei, Heze, Ho Chi Minh City, Hohhot, Hotan, Huai'an, Huangshan, Istanbul (újrakezdődik 2024 június 28-tól), Jakarta–Soekarno-Hatta, Jiamusi, Jieyang, Jinan, Jinggangshan, Jingzhou, Jining, Jixi, Karamay, Kashgar, Kathmandu, Kota Kinabalu, Kuala Lumpur–International, Kunming, Lahore, Langkawi, Langzhong, Lanzhou, Lhasa, Lianyungang, Libo, Lijiang, Linfen, Liupanshui, Longyan, London–Gatwick (kezdődik 2024 június 20-tól), London–Heathrow, Los Angeles, Luoyang, Luxembourg, Luzhou, Manado, Manila, Meixian, Melbourne, Mianyang, Moscow–Sheremetyevo, Mudanjiang, Nairobi–Jomo Kenyatta, Nanchang, Nanchong, Nanjing, Nanning, Nanyang, New York–JFK, Ningbo, Nyingchi, Ordos, Osaka–Kansai, Panzhihua, Párizs-Charles de Gaulle repülőtér, Penang, Phnom Penh, Phuket, Port Moresby, Qingdao, Qiqihar, Quanzhou, Quzhou, Rizhao, Róma–Fiumicino, San Francisco, Sanya, Seoul–Incheon, Shanghai–Hongqiao, Shanghai–Pudong, Shangrao, Shennongjia, Shenyang, Shijiazhuang, Shiyan, Singapore, Sydney, Taipei–Taoyuan, Taiyuan, Taizhou, Tengchong, Tianjin, Tokyo–Haneda, Tokyo–Narita, Tongliao, Tongren, Toronto–Pearson, Ürümqi, Vientiane, Wenshan, Wenzhou, Wuhan, Wuhu, Wushan, Wuxi, Xiamen, Xi'an, Xiangxi, Xiangyang, Xingyi, Xining, Xishuangbanna, Xuzhou, Yan'an, Yancheng, Yangon, Yangzhou, Yanji, Yantai, Yibin, Yichang, Yichun (Heilongjiang), Yinchuan, Yiwu, Yulin (Shaanxi), Yuncheng, Zhangjiajie, Zhangjiakou, Zhanjiang, Zhaotong, Zhengzhou, Zunyi–Maotai, Zunyi–Xinzhou |
| China United Airlines         | Beijing–Daxing, Wenzhou |
| Chongqing Airlines            | Chongqing, Dali, Lijiang, Mangshi, Nanchong, Ningbo, Shennongjia, Xishuangbanna, Yinchuan |
| EgyptAir                      | Cairo |
| Emirates                      | Dubai–International |
| Ethiopian Airlines            | Addis Ababa |
| EVA Air                       | Taipei–Taoyuan |
| Garuda Indonesia              | Jakarta–Soekarno-Hatta |
| Hainan Airlines               | Baise, Beijing–Capital, Chengdu–Shuangliu, Chengdu–Tianfu, Chongqing, Dalian, Dongying, Haikou, Handan, Hangzhou, Hanzhong, Harbin, Hefei, Hohhot, Hotan, Jinzhou, Lanzhou, Nanjing, Qianjiang, Qingdao, Sanming, Sanya, Shanghai–Hongqiao, Shanghai–Pudong, Shenyang, Taipei–Taoyuan, Taiyuan, Tianjin, Ürümqi, Weifang, Wuhai, Xi'an, Yinchuan, Zhengzhou |
| Hebei Airlines                | Shijiazhuang |
| Iraqi Airways                 | Baghdad |
| Japan Airlines                | Tokyo–Haneda |
| Juneyao Air                   | Shanghai–Hongqiao |
| Kenya Airways                 | Bangkok–Suvarnabhumi, Nairobi–Jomo Kenyatta |
| Korean Air                    | Seoul–Incheon |
| Kunming Airlines              | Kunming |
| Kuwait Airways                | Kuwait City |
| Lanmei Airlines               | Phnom Penh |
| Lao Airlines                  | Vientiane |
| Lion Air                      | Charter: Manado |
| Loong Air                     | Changchun, Hailar, Hangzhou, Hohhot, Kashgar, Korla, Lanzhou, Xiangyang, Xuzhou, Zhengzhou |
| Lucky Air                     | Kunming |
| Mahan Air                     | Tehran–Imam Khomeini |
| Malaysia Airlines             | Kuala Lumpur–International |
| Myanmar Airways International | Yangon |
| Okay Airways                  | Tianjin |
| Oman Air                      | Muscat |
| Philippine Airlines           | Manila |
| Philippines AirAsia           | Manila |
| Qatar Airways                 | Doha |
| Saudia                        | Jeddah, Riyadh |
| Scoot                         | Singapore |
| Shandong Airlines             | Jinan, Qingdao, Xiamen, Yantai |
| Shanghai Airlines             | Shanghai–Hongqiao |
| Shenzhen Airlines             | Changchun, Changzhou, Chengdu–Shuangliu, Chongqing, Dalian, Hangzhou, Harbin, Hefei, Jinan, Jingdezhen, Kunming, Linyi, Nanjing, Nantong, Qingdao, Quanzhou, Shanghai–Hongqiao, Shenyang, Taizhou, Wenzhou, Wuxi, Xi'an, Yangzhou, Yantai, Yichun (Jiangxi), Yinchuan |
| Sichuan Airlines              | Chengdu–Shuangliu, Chengdu–Tianfu, Chongqing, Hangzhou, Harbin, Kunming, Luzhou, Xichang, Yibin, Yinchuan |
| Singapore Airlines            | Singapore |
| Spring Airlines               | Aksu, Bangkok–Don Mueang, Bangkok–Suvarnabhumi, Chiang Mai, Lanzhou, Ningbo, Phuket, Shanghai–Hongqiao, Shanghai–Pudong, Shijiazhuang |
| SriLankan Airlines            | Colombo–Bandaranaike |
| Thai AirAsia                  | Bangkok–Don Mueang |
| Thai Airways International    | Bangkok–Suvarnabhumi |
| Thai Lion Air                 | Bangkok–Don Mueang |
| Thai VietJet Air              | Bangkok–Suvarnabhumi |
| Tianjin Airlines              | Tianjin |
| TransNusa                     | Jakarta–Soekarno-Hatta |
| Turkish Airlines              | Istanbul |
| US-Bangla Airlines            | Dhaka |
| Vietnam Airlines              | Da Nang, Hanoi, Ho Chi Minh City |
| West Air                      | Chongqing, Zhengzhou |
| XiamenAir                     | Chongqing, Fuzhou, Hangzhou, Quanzhou, Tianjin, Xiamen, Zhengzhou |

### Cargo
| Légitársaság             | Célállomások |
| ------------------------ | --- |
| Air China Cargo          | Nanjing, Madrid, Milan |
| Aerologic                | Bahrain, Anchorage |
| ANA Cargo                | Tokyo–Narita |
| Asiana Cargo             | Hanoi, Seoul–Incheon |
| China Cargo Airlines     | Nanjing |
| China Airlines Cargo     | Taipei–Taoyuan |
| China Postal Airlines    | Hangzhou, Nanjing, Shanghai–Pudong, Tokyo–Narita |
| China Southern Cargo     | Amszterdam, Chicago–O'Hare, Chongqing, Dhaka, Frankfurt, Hanoi, Ho Chi Minh City, London–Stansted, Los Angeles, New York-JFK, Párizs-Charles de Gaulle repülőtér, Qingdao, Taipei–Taoyuan, Bécs, Zhengzhou |
| CMA CGM Air Cargo        | Mumbai, Párizs-Charles de Gaulle repülőtér |
| Emirates SkyCargo        | Dubai–Al Maktoum |
| Ethiopian Cargo          | Addis Ababa, Bangalore, Liege, Mumbai, Oslo |
| Etihad Cargo             | Abu Dhabi |
| EVA Air Cargo            | Taipei–Taoyuan |
| FedEx                    | Almaty, Anchorage, Bangalore, Bangkok–Suvarnabhumi, Cebu, Chengdu–Shuangliu, Clark, Köln/Bonn, Delhi, Dubai–International, Frankfurt, Hanoi, Ho Chi Minh City, Jakarta–Soekarno-Hatta, Kuala Lumpur–International, Manila, Mumbai, Osaka–Kansai, Párizs-Charles de Gaulle repülőtér, Penang, Seoul–Incheon, Shanghai–Pudong, Singapore, Sydney, Tokyo–Narita |
| Garuda Cargo             | Jakarta–Soekarno-Hatta |
| Indigo Cargo             | Kolkata |
| Kalitta Air Cargo        | Anchorage, Seoul–Incheon |
| Korean Air Cargo         | Seoul–Incheon |
| Longhao Airlines         | Chongqing, Xi’an, Zhengzhou |
| MASkargo                 | Kuala Lumpur–International |
| Qatar Cargo              | Doha |
| Saudia Cargo             | Bangkok–Suvarnabhumi, Brüsszel, Riyadh |
| SF Airlines              | Beijing–Capital, Ezhou, Hangzhou, Nantong, Ningbo, Taipei–Taoyuan, Wuhan, Wuxi, Zhengzhou |
| Singapore Airlines Cargo | Singapore |
| Suparna Airlines Cargo   | Dhaka, Hangzhou, Nanning, Taipei–Taoyuan, Xiamen |
| Tianjin Air Cargo        | Qingdao |
| Turkish Cargo            | Almaty, Bishkek, Istanbul |
| YTO Cargo Airlines       | Chennai, Delhi, Dhaka, Lahore, Mumbai |

## Lásd még
- A világ legforgalmasabb repülőterei utasszám alapján